# Джипсі (Західна Вірджинія)
Джипсі (англ. Gypsy) — переписна місцевість (CDP) в США, в окрузі Гаррісон штату Західна Вірджинія. Населення — 197 осіб (2020).

## Географія
Джипсі розташоване за координатами 39°21′53″ пн. ш. 80°18′25″ зх. д. / 39.36472° пн. ш. 80.30694° зх. д. (39.364809, -80.306982).  За даними Бюро перепису населення США в 2010 році переписна місцевість мала площу 2,01 км², уся площа — суходіл.

## Демографія
Згідно з переписом 2010 року, у переписній місцевості мешкало 328 осіб у 143 домогосподарствах у складі 71 родини. Густота населення становила 163 особи/км².  Було 160 помешкань (80/км²).
Расовий склад населення:
| - 99,4 % — білих - 0,6 % — чорних або афроамериканців |

До двох чи більше рас належало 0,0 %. Частка іспаномовних становила 1,8 % від усіх жителів.
За віковим діапазоном населення розподілялося таким чином: 22,9 % — особи молодші 18 років, 66,1 % — особи у віці 18—64 років, 11,0 % — особи у віці 65 років та старші. Медіана віку мешканця становила 38,6 року. На 100 осіб жіночої статі у переписній місцевості припадало 101,2 чоловіків;  на 100 жінок у віці від 18 років та старших — 100,8 чоловіків також старших 18 років.
Середній дохід на одне домашнє господарство  становив 32 091 долар США (медіана — 30 294), а середній дохід на одну сім'ю — 27 313 долари (медіана — 28 214). За межею бідності перебувало 41,6 % осіб, у тому числі 92,9 % дітей у віці до 18 років та 18,3 % осіб у віці 65 років та старших.
Цивільне працевлаштоване населення становило 86 осіб. Основні галузі зайнятості: мистецтво, розваги та відпочинок — 20,9 %, науковці, спеціалісти, менеджери — 19,8 %, будівництво — 15,1 %, освіта, охорона здоров'я та соціальна допомога — 10,5 %.